# Trappistinnenabtei Valserena
Die Trappistinnenabtei Valserena ist seit 1968 ein italienisches Kloster der Trappistinnen in Guardistallo, Provinz Pisa, Bistum Volterra.

## Geschichte
Kloster Vitorchiano schickte 1967 die ersten Trappistinnen in die Toskana (30 Kilometer südöstlich Livorno) zur Gründung des Klosters Unserer Lieben Frau von Valserena (nach dem ehemaligen Zisterzienserkloster Valserena bei Parma). Das Kloster wurde schon Ende 1968 zur Abtei erhoben und gründete seinerseits 1983 das Trappistinnenkloster Huambo in Angola. Ab 2004 schickte Valserena Schwestern in das Zisterzienserinnenkloster der Allerheiligsten Dreifaltigkeit und machte damit einen Versuch, die Lebensweise von Trappistinnen und Zisterzienserinnen einander anzunähern.

## Äbtissinnen
- Ignazia Gatti (1968–1973)
- Virginia Pini (1973–1984)
- Maria Luisa Lafranconi (1984–1994)
- Monica della Volpe (1994–)